# Стане Шпорн
Станислав Стане Шпорн (1904— ?) је бивши југословенски атлетски репрезентативац. Такмичио се у маратону. Био је члан АК Илирија из Љубљане.

## Резултати
На првенствима Југославије побеђивао је четири пута: 1930. (3:08:47,0), 1932. (3:21:05,0), 1933. (2:59,00,0 и 1934. (3:05:43,2).
Учесник је маратонске трке на Летњим олимпијским играма 1936. у Берлину када је у конкуренцији 56 маратонаца из 27 земаља, заузео 41. место резултатом 3:30:47,0.
На Балканским играма 1933. у Атини био је трећи, а у Загребу 1934. други.